# 639
639 (DCXXXIX) fue un año común comenzado en viernes del calendario juliano, en vigor en aquella fecha.

## Acontecimientos
- Sigeberto III se convierte en rey de Austrasia.

## Nacimientos
- Aldegunda, abadesa y santa.

## Fallecimientos
- Dagoberto I, rey de los francos.